# Wybory uzupełniające do Senatu Rzeczypospolitej Polskiej V kadencji
Wybory uzupełniające do Senatu RP V kadencji (2001–2005) odbyły się w siedmiu terminach: 27 kwietnia 2003, 12 października 2003, 28 marca 2004, 11 lipca 2004, 12 września 2004, 21 listopada 2004 i 16 stycznia 2005 z powodu wygaśnięcia mandatów dziesięciu senatorów. W dwóch przypadkach przyczyną była śmierć deputowanych wybranych w wyborach parlamentarnych w 2001, w czterech – wybór do Parlamentu Europejskiego w 2004, w kolejnych czterech – objęcie stanowisk niepołączalnych z mandatem senatorskim.

## Lista wyborów uzupełniających do Senatu V kadencji
| Okręg | Data                 | Były senator               | Były senator                | Wybrany senator                  | Wybrany senator            | Frekwencja                                                | Przyczyna                                     |
| ----- | -------------------- | -------------------------- | --------------------------- | -------------------------------- | -------------------------- | --------------------------------------------------------- | --------------------------------------------- |
| 2     | 27 kwietnia 2003     |                            | Henryk Gołębiewski (SLD-UP) |                                  | Mirosław Lubiński (SLD-UP) | 3,73%                                                     | wybór na Marszałka Województwa Dolnośląskiego |
| 23    | 12 października 2003 | Adam Jamróz (SLD-UP)       |                             | Krzysztof Jurgiel (PiS)          | 5,64%                      | wybór na sędziego Trybunału Konstytucyjnego               |                                               |
| 3     | 28 marca 2004        | Marian Noga (SLD-UP)       |                             | Stanisław Huskowski (KWW)        | 6,39%                      | powołanie na członka Rady Polityki Pieniężnej             |                                               |
| 1     | 11 lipca 2004        | Jerzy Cieślak (SLD-UP)     |                             | Ryszard Matusiak (LPR)           | 2,81%                      | śmierć                                                    |                                               |
| 22    | 12 września 2004     |                            | Mieczysław Janowski (BS)    |                                  | Kazimierz Jaworski (KWW)   | 5,45%                                                     | wybór na posła do Parlamentu Europejskiego    |
| 26    | 12 września 2004     | Grażyna Staniszewska (BS)  |                             | Zofia Skrzypek-Mrowiec (LPR)     | 5,24%                      |                                                           | wybór na posła do Parlamentu Europejskiego    |
| 30    | 12 września 2004     |                            | Genowefa Grabowska (SLD-UP) |                                  | Krystyna Bochenek (UW)     | 3,63%                                                     | wybór na posła do Parlamentu Europejskiego    |
| 31    | 12 września 2004     | Adam Gierek (SLD-UP)       |                             | Wojciech Saługa (PO)             | 3,50%                      |                                                           | wybór na posła do Parlamentu Europejskiego    |
| 29    | 21 listopada 2004    | Adam Graczyński (SLD-UP)   |                             | Klemens Ścierski (UW)            | 3,06%                      | śmierć                                                    |                                               |
| 36    | 16 stycznia 2005     | Ryszard Sławiński (SLD-UP) |                             | Elżbieta Streker-Dembińska (SLD) | 3,18%                      | powołanie na członka Krajowej Rady Radiofonii i Telewizji |                                               |

## Przyczyny zarządzania wyborów uzupełniających
Podstawą prawną zarządzenia wyborów uzupełniających do Senatu RP VII kadencji była Ustawa z dnia 12 kwietnia 2001 r. Ordynacja wyborcza do Sejmu Rzeczypospolitej Polskiej i do Senatu Rzeczypospolitej Polskiej (Dz.U. z 2001 r. nr 46, poz. 499).
Zgodnie z art. 215 w razie utraty mandatu przez senatora Prezydent RP zarządzał przeprowadzenie wyborów uzupełniających w okręgu, z którego został on wybrany, w ciągu 3 miesięcy od dnia stwierdzenia wygaśnięcia mandatu senatora. Wyborów uzupełniających nie przeprowadzano w okresie 6 miesięcy przed dniem, w którym upływał termin zarządzenia wyborów do Sejmu. Głosowanie przeprowadza się wyłącznie na terytorium kraju.
Wygaśnięcie mandatu senatora niezwłocznie stwierdzał Marszałek Senatu w formie obwieszczenia w następujących wypadkach:
- utraty prawa wybieralności;
- pozbawienia mandatu prawomocnym orzeczeniem Trybunału Stanu;
- zrzeczenia się mandatu (w tym przez odmowę złożenia ślubowania);
- śmierci senatora;
- zajmowania w dniu wyborów stanowiska lub funkcji, których, stosownie do przepisów Konstytucji Rzeczypospolitej Polskiej albo ustaw, nie można łączyć z mandatem senatora, z zastrzeżeniem przepisu ust. 3;
- powołania w toku kadencji na stanowisko lub powierzenia funkcji, których, stosownie do przepisów Konstytucji Rzeczypospolitej Polskiej albo ustaw, nie można łączyć ze sprawowaniem mandatu senatora;
- wyboru w toku kadencji na posła do Parlamentu Europejskiego;
- sprawowania przez senatora albo powołania go na stanowisko lub funkcję:

a) radnego rady gminy, rady powiatu lub sejmiku województwa,
b) w zarządzie powiatu, zarządzie województwa lub zarządzie związku komunalnego,
c) w zarządzie lub w radzie regionalnej albo branżowej kasy chorych,
d) wójta lub burmistrza (prezydenta miasta).

## Wybory uzupełniające 27 kwietnia 2003 (okręg nr 2)

Okręg wyborczy nr 2 na tle Polski

Wybory uzupełniające do Senatu Rzeczypospolitej Polskiej w okręgu nr 2, które odbyły się 27 kwietnia 2003, zostały zarządzone postanowieniem Prezydenta RP Aleksandra Kwaśniewskiego z 20 lutego 2003 z powodu wyboru Henryka Gołębiewskiego na urząd marszałka województwa dolnośląskiego. Przeprowadziła je Okręgowa Komisja Wyborcza w Wałbrzychu.
Mandat senatorski uzyskał Mirosław Lubiński.

### Kalendarz wyborczy
- do 8 marca 2003 – zawiadomienie Państwowej Komisji Wyborczej: przez organ partii politycznej o zamiarze zgłoszenia kandydata na senatora; przez pełnomocnika wyborczego o utworzeniu koalicyjnego komitetu wyborczego lub o utworzeniu komitetu wyborczego wyborców,
- do 18 marca 2003 do godz. 24:00 – zgłaszanie kandydatów na senatora w celu zarejestrowania,
- 25 kwietnia 2003 o godz. 24:00 – zakończenie kampanii wyborczej,
- 27 kwietnia 2003, godz. 6:00–20:00 – głosowanie[8].

### Kandydaci
Swoje kandydatury zarejestrowali:
1. Ryszard Dudek (KWW Dudek-Wałowski),
2. Wacław Dziendziel (Polskie Stronnictwo Ludowe) – wojewoda wałbrzyski,
3. Mirosław Lubiński (KKW Sojusz Lewicy Demokratycznej – Unia Pracy),
4. Tomasz Feliks Wójcik (Liga Polskich Rodzin) – były poseł.

Ryszard Dudek kandydował w poprzednich wyborach w tym okręgu (wrzesień 2001).

### Wyniki
| Kandydat                                             | Kandydat          | Komitet wyborczy                              | Głosów |
| ---------------------------------------------------- | ----------------- | --------------------------------------------- | ------ |
|                                                      | Mirosław Lubiński | KKW Sojusz Lewicy Demokratycznej – Unia Pracy | 7960   |
|                                                      | Tomasz Wójcik     | Liga Polskich Rodzin                          | 7086   |
|                                                      | Wacław Dziendziel | Polskie Stronnictwo Ludowe                    | 4685   |
|                                                      | Ryszard Dudek     | KWW Dudek-Wałowski                            | 1137   |
| Frekwencja: 3,73% Źródło: Państwowa Komisja Wyborcza |                   |                                               |        |

## Wybory uzupełniające 12 października 2003 (okręg nr 23)

Okręg wyborczy nr 23 na tle Polski

Wybory uzupełniające do Senatu Rzeczypospolitej Polskiej w okręgu nr 23, które odbyły się 12 października 2003, zostały zarządzone postanowieniem Prezydenta RP Aleksandra Kwaśniewskiego z 23 lipca 2003 z powodu wyboru Adama Jamroza na sędziego Trybunału Konstytucyjnego. Przeprowadziła je Okręgowa Komisja Wyborcza w Białymstoku.
Mandat senatorski uzyskał Krzysztof Jurgiel.

### Kalendarz wyborczy
- do 23 sierpnia 2003 – zawiadomienie Państwowej Komisji Wyborczej: przez organ partii politycznej o zamiarze zgłoszenia kandydata na senatora; przez pełnomocnika wyborczego o utworzeniu koalicyjnego komitetu wyborczego lub o utworzeniu komitetu wyborczego wyborców,
- do 2 września 2003 do godz. 24:00 – zgłaszanie kandydatów na senatora w celu zarejestrowania,
- 10 października 2003 o godz. 24:00 – zakończenie kampanii wyborczej,
- 12 października 2003, godz. 6:00–20:00 – głosowanie[10].

### Kandydaci
Swoje kandydatury zarejestrowali:
1. Mieczysław Bagiński (Polskie Stronnictwo Ludowe) – radny sejmiku podlaskiego, były wojewoda łomżyński,
2. Krzysztof Bil-Jaruzelski (KKW Sojusz Lewicy Demokratycznej – Unia Pracy),
3. Krzysztof Jurgiel (Prawo i Sprawiedliwość) – poseł, były prezydent Białegostoku,
4. Marek Kaczyński (Liga Polskich Rodzin) – były poseł,
5. Tadeusz Klimowicz (Unia Polityki Realnej),
6. Artur Milewski (KWW Artura Kazimierza Milewskiego),
7. Mariusz Olszewski (Alternatywa Partia Pracy) – były poseł,
8. Andrzej Soroka (Partia Ludowo-Demokratyczna),
9. Sławomir Zgrzywa (Platforma Obywatelska) – marszałek województwa podlaskiego, były wojewoda łomżyński.

Andrzej Chmielewski (Samoobrona Rzeczpospolitej Polskiej) wycofał swoją kandydaturę 3 października.

### Wyniki
| Kandydat                                             | Kandydat                 | Komitet wyborczy                              | Głosów |
| ---------------------------------------------------- | ------------------------ | --------------------------------------------- | ------ |
|                                                      | Krzysztof Jurgiel        | Prawo i Sprawiedliwość                        | 18 198 |
|                                                      | Marek Kaczyński          | Liga Polskich Rodzin                          | 10 635 |
|                                                      | Krzysztof Bil-Jaruzelski | KKW Sojusz Lewicy Demokratycznej – Unia Pracy | 10 516 |
|                                                      | Mieczysław Bagiński      | Polskie Stronnictwo Ludowe                    | 4304   |
|                                                      | Sławomir Zgrzywa         | Platforma Obywatelska RP                      | 3050   |
|                                                      | Tadeusz Klimowicz        | Unia Polityki Realnej                         | 2121   |
|                                                      | Andrzej Soroka           | Partia Ludowo-Demokratyczna                   | 1604   |
|                                                      | Artur Milewski           | KWW Artura Kazimierza Milewskiego             | 736    |
|                                                      | Mariusz Olszewski        | Alternatywa Partia Pracy                      | 403    |
| Frekwencja: 5,64% Źródło: Państwowa Komisja Wyborcza |                          |                                               |        |

## Wybory uzupełniające 28 marca 2004 (okręg nr 3)

Okręg wyborczy nr 3 na tle Polski

Wybory uzupełniające do Senatu Rzeczypospolitej Polskiej w okręgu nr 3, które odbyły się 28 marca 2004, zostały zarządzone postanowieniem Prezydenta RP Aleksandra Kwaśniewskiego z 21 stycznia 2004 z powodu wyboru Mariana Nogi na członka Rady Polityki Pieniężnej. Przeprowadziła je Okręgowa Komisja Wyborcza we Wrocławiu.
Mandat senatorski uzyskał Stanisław Huskowski.

### Kalendarz wyborczy
- do 7 lutego 2004 – zawiadomienie Państwowej Komisji Wyborczej: przez organ partii politycznej o zamiarze zgłoszenia kandydata na senatora; przez pełnomocnika wyborczego o utworzeniu koalicyjnego komitetu wyborczego lub o utworzeniu komitetu wyborczego wyborców,
- do 17 lutego 2004 do godz. 24:00 – zgłaszanie kandydatów na senatora w celu zarejestrowania,
- 26 marca 2004 o godz. 24:00 – zakończenie kampanii wyborczej,
- 28 marca 2004, godz. 6:00–20:00 – głosowanie[13].

### Kandydaci
Swoje kandydatury zarejestrowali:
1. Emil Antoniszyn (Samoobrona Rzeczpospolitej Polskiej),
2. Jacek Bąbka (KWW Studenta Jacka Bąbki),
3. Marek Celejewski (Ruch Katolicko-Narodowy),
4. Stanisław Czerwiński (Polskie Stronnictwo Ludowe),
5. Władysław Frasyniuk (Unia Wolności) – były poseł,
6. Stanisław Huskowski (KWW Stanisława Huskowskiego) – były prezydent Wrocławia,
7. Janusz Korwin-Mikke (KWW Janusza Korwin-Mikke) – były poseł,
8. Artur Paprota (Liga Polskich Rodzin),
9. Jan Rymarczyk (KKW Sojusz Lewicy Demokratycznej – Unia Pracy) – radny sejmiku dolnośląskiego,
10. Krzysztof Wronecki (KWW Krzysztofa Wroneckiego).

Emil Antoniszyn i Janusz Korwin-Mikke kandydowali w poprzednich wyborach w tym okręgu (wrzesień 2001).

### Wyniki
| Kandydat                                             | Kandydat             | Komitet wyborczy                              | Głosów |
| ---------------------------------------------------- | -------------------- | --------------------------------------------- | ------ |
|                                                      | Stanisław Huskowski  | KWW Stanisława Huskowskiego                   | 14 506 |
|                                                      | Janusz Korwin-Mikke  | KWW Janusza Korwin-Mikke                      | 10 782 |
|                                                      | Władysław Frasyniuk  | Unia Wolności                                 | 8797   |
|                                                      | Jan Rymarczyk        | KKW Sojusz Lewicy Demokratycznej – Unia Pracy | 6757   |
|                                                      | Artur Paprota        | Liga Polskich Rodzin                          | 6140   |
|                                                      | Emil Antoniszyn      | Samoobrona Rzeczpospolitej Polskiej           | 4486   |
|                                                      | Marek Celejewski     | Ruch Katolicko-Narodowy                       | 3489   |
|                                                      | Krzysztof Wronecki   | KWW Krzysztofa Wroneckiego                    | 2223   |
|                                                      | Jacek Bąbka          | KWW Studenta Jacka Bąbki                      | 1265   |
|                                                      | Stanisław Czerwiński | Polskie Stronnictwo Ludowe                    | 1180   |
| Frekwencja: 6,39% Źródło: Państwowa Komisja Wyborcza |                      |                                               |        |

## Wybory uzupełniające 11 lipca 2004 (okręg nr 1)

Okręg wyborczy nr 1 na tle Polski

Wybory uzupełniające do Senatu Rzeczypospolitej Polskiej w okręgu nr 1, które odbyły się 11 lipca 2004, zostały zarządzone postanowieniem Prezydenta RP Aleksandra Kwaśniewskiego z 4 maja 2004 z powodu śmierci Jerzego Cieślaka. Przeprowadziła je Okręgowa Komisja Wyborcza w Legnicy.
Mandat senatorski uzyskał Ryszard Matusiak.

### Kalendarz wyborczy
- do 22 maja 2004 – zawiadomienie Państwowej Komisji Wyborczej: przez organ partii politycznej o zamiarze zgłoszenia kandydata na senatora; przez pełnomocnika wyborczego o utworzeniu koalicyjnego komitetu wyborczego lub o utworzeniu komitetu wyborczego wyborców,
- do 1 czerwca 2004 do godz. 24:00 – zgłaszanie kandydatów na senatora w celu zarejestrowania,
- 9 lipca 2004 o godz. 24:00 – zakończenie kampanii wyborczej,
- 11 lipca 2004, godz. 6:00–20:00 – głosowanie[15].

### Kandydaci
Swoje kandydatury zarejestrowali:
1. Leszek Bubel (Polska Partia Narodowa) – były poseł,
2. Adam Gmurczyk (Narodowe Odrodzenie Polski),
3. Stanisław Gwizda (Sojusz Lewicy Demokratycznej) – były radny sejmiku dolnośląskiego,
4. Ryszard Matusiak (Liga Polskich Rodzin) – były poseł,
5. Ryszard Nowak (Polskie Stronnictwo Ludowe) – były poseł,
6. Andrzej Piesiak (KWW Andrzeja Piesiaka) – były senator,
7. Marcin Zawiła (Unia Wolności) – były poseł, radny sejmiku dolnośląskiego.

Ryszard Matusiak kandydował w poprzednich wyborach w tym okręgu (wrzesień 2001).

### Wyniki
| Kandydat                                             | Kandydat         | Komitet wyborczy             | Głosów |
| ---------------------------------------------------- | ---------------- | ---------------------------- | ------ |
|                                                      | Ryszard Matusiak | Liga Polskich Rodzin         | 6150   |
|                                                      | Andrzej Piesiak  | KWW Andrzeja Piesiaka        | 4766   |
|                                                      | Stanisław Gwizda | Sojusz Lewicy Demokratycznej | 3964   |
|                                                      | Ryszard Nowak    | Polskie Stronnictwo Ludowe   | 3590   |
|                                                      | Marcin Zawiła    | KWW Marcina Zawiły           | 2668   |
|                                                      | Leszek Bubel     | Polska Partia Narodowa       | 591    |
|                                                      | Adam Gmurczyk    | Narodowe Odrodzenie Polski   | 412    |
| Frekwencja: 2,81% Źródło: Państwowa Komisja Wyborcza |                  |                              |        |

## Wybory uzupełniające 12 września 2004 (okręgi nr: 22, 26, 30 i 31)
Wybory uzupełniające do Senatu Rzeczypospolitej Polskiej w okręgach nr: 22, 26, 30 i 31, które odbyły się 12 września 2004, zostały zarządzone postanowieniem Prezydenta RP Aleksandra Kwaśniewskiego z 5 lipca 2004 z powodu wyboru Mieczysława Janowskiego, Grażyny Staniszewskiej, Genowefy Grabowskiej i Adama Gierka do Parlamentu Europejskiego. Przeprowadziły je odpowiednio Okręgowe Komisje Wyborcze w: Rzeszowie, Bielsku-Białej, Katowicach i Sosnowcu.
Mandaty senatorskie uzyskali: Kazimierz Jaworski, Zofia Skrzypek-Mrowiec, Krystyna Bochenek i Wojciech Saługa.

### Kalendarz wyborczy
- do 24 lipca 2004 – zawiadomienie Państwowej Komisji Wyborczej: przez organ partii politycznej o zamiarze zgłoszenia kandydata na senatora; przez pełnomocnika wyborczego o utworzeniu koalicyjnego komitetu wyborczego lub o utworzeniu komitetu wyborczego wyborców,
- do 3 sierpnia 2004 do godz. 24:00 – zgłaszanie kandydatów na senatora w celu zarejestrowania,
- 10 września 2004 o godz. 24:00 – zakończenie kampanii wyborczej,
- 12 września 2004, godz. 6:00–20:00 – głosowanie[17].

### Okręg nr 22

Okręg wyborczy nr 22 na tle Polski

#### Kandydaci
Swoje kandydatury zarejestrowali:
1. Aleksander Bentkowski (Polskie Stronnictwo Ludowe) – były poseł, były minister sprawiedliwości,
2. Kazimierz Jaworski (KWW Kazimierza Jaworskiego „Dolina Strugu”),
3. Norbert Mastalerz (Socjaldemokracja Polska) – członek zarządu województwa podkarpackiego,
4. Mieczysław Maziarz (Liga Polskich Rodzin),
5. Wanda Merendino (KWW Konfederacja Ruch Obrony Bezrobotnych),
6. Leszek Midura (KWW Leszka Midury),
7. Zbigniew Rynasiewicz (Platforma Obywatelska),
8. Waldemar Sikora (KWW Ruch Chrześcijańsko-Ludowo-Narodowy „Nadzieja”) – były poseł,
9. Krzysztof Stanibuła (Polska Partia Narodowa),
10. Karol Wąsowicz (Sojusz Lewicy Demokratycznej),
11. Jerzy Wróbel (Polska Partia Pracy).

Waldemar Sikora kandydował w poprzednich wyborach w tym okręgu (wrzesień 2001).

#### Wyniki
| Kandydat                                             | Kandydat              | Komitet wyborczy                                   | Głosów |
| ---------------------------------------------------- | --------------------- | -------------------------------------------------- | ------ |
|                                                      | Kazimierz Jaworski    | KWW Kazimierza Jaworskiego „Dolina Strugu”         | 11 714 |
|                                                      | Mieczysław Maziarz    | Liga Polskich Rodzin                               | 11 560 |
|                                                      | Aleksander Bentkowski | Polskie Stronnictwo Ludowe                         | 8377   |
|                                                      | Zbigniew Rynasiewicz  | Platforma Obywatelska RP                           | 7865   |
|                                                      | Karol Wąsowicz        | Sojusz Lewicy Demokratycznej                       | 3062   |
|                                                      | Waldemar Sikora       | KWW Ruch Chrześcijańsko-Ludowo-Narodowy „Nadzieja” | 2666   |
|                                                      | Norbert Mastalerz     | Socjaldemokracja Polska                            | 1905   |
|                                                      | Leszek Midura         | KWW Leszka Midury                                  | 1734   |
|                                                      | Wanda Merendino       | KWW Konfederacja Ruch Obrony Bezrobotnych RP       | 766    |
|                                                      | Jerzy Wróbel          | Polska Partia Pracy                                | 323    |
|                                                      | Krzysztof Stanibuła   | Polska Partia Narodowa                             | 168    |
| Frekwencja: 5,45% Źródło: Państwowa Komisja Wyborcza |                       |                                                    |        |

### Okręg nr 26

Okręg wyborczy nr 26 na tle Polski

#### Kandydaci
Swoje kandydatury zarejestrowali:
1. Ryszard Barcik (Sojusz Lewicy Demokratycznej),
2. Józef Heczko (KWW Józefa Heczko – Prawo, Rodzina, Ojczyzna),
3. Janusz Korwin-Mikke (Unia Polityki Realnej) – były poseł,
4. Robert Larkowski (Polska Partia Narodowa),
5. Rafał Muchacki (Platforma Obywatelska),
6. Mariusz Olszewski (Polska Partia Pracy) – były poseł,
7. Tadeusz Polok (Polskie Stronnictwo Ludowe),
8. Renata Rosowska (Unia Wolności),
9. Zofia Skrzypek-Mrowiec (Liga Polskich Rodzin),
10. Marcin Tyrna (Prawo i Sprawiedliwość),
11. Krystyna Walas (Samoobrona Rzeczpospolitej Polskiej),
12. Bogusław Zgierski (Socjaldemokracja Polska).

Marcin Tyrna kandydował w poprzednich wyborach w tym okręgu (wrzesień 2001).

#### Wyniki
| Kandydat                                             | Kandydat               | Komitet wyborczy                             | Głosów |
| ---------------------------------------------------- | ---------------------- | -------------------------------------------- | ------ |
|                                                      | Zofia Skrzypek-Mrowiec | Liga Polskich Rodzin                         | 6320   |
|                                                      | Rafał Muchacki         | Platforma Obywatelska RP                     | 4630   |
|                                                      | Marcin Tyrna           | Prawo i Sprawiedliwość                       | 4615   |
|                                                      | Janusz Korwin-Mikke    | Unia Polityki Realnej                        | 3467   |
|                                                      | Renata Rosowska        | Unia Wolności                                | 3442   |
|                                                      | Ryszard Barcik         | Sojusz Lewicy Demokratycznej                 | 3409   |
|                                                      | Józef Heczko           | KWW Józefa Heczko – Prawo, Rodzina, Ojczyzna | 1164   |
|                                                      | Krystyna Walas         | Samoobrona Rzeczpospolitej Polskiej          | 1038   |
|                                                      | Tadeusz Polok          | Polskie Stronnictwo Ludowe                   | 900    |
|                                                      | Bogusław Zgierski      | Socjaldemokracja Polska                      | 776    |
|                                                      | Mariusz Olszewski      | Polska Partia Pracy                          | 215    |
|                                                      | Robert Larkowski       | Polska Partia Narodowa                       | 104    |
| Frekwencja: 5,24% Źródło: Państwowa Komisja Wyborcza |                        |                                              |        |

### Okręg nr 30

Okręg wyborczy nr 30 na tle Polski

#### Kandydaci
Swoje kandydatury zarejestrowali:
1. Krystyna Bochenek (Unia Wolności),
2. Leszek Bubel (Polska Partia Narodowa) – były poseł,
3. Leszek Lacheta (Socjaldemokracja Polska),
4. Andrzej Misiołek (Unia Polityki Realnej),
5. Elżbieta Postulka (KWW Konfederacja Ruch Obrony Bezrobotnych),
6. Artur Stojko (Sojusz Lewicy Demokratycznej),
7. Werner Wesoły (Platforma Obywatelska),
8. Michał Wójcik (Prawo i Sprawiedliwość) – radny sejmiku śląskiego,
9. Stanisław Zapała (Liga Polskich Rodzin).

#### Wyniki
| Kandydat                                             | Kandydat          | Komitet wyborczy                             | Głosów |
| ---------------------------------------------------- | ----------------- | -------------------------------------------- | ------ |
|                                                      | Krystyna Bochenek | Unia Wolności                                | 10 038 |
|                                                      | Stanisław Zapała  | Liga Polskich Rodzin                         | 5555   |
|                                                      | Michał Wójcik     | Prawo i Sprawiedliwość                       | 5300   |
|                                                      | Werner Wesoły     | Platforma Obywatelska RP                     | 4084   |
|                                                      | Artur Stojko      | Sojusz Lewicy Demokratycznej                 | 2425   |
|                                                      | Leszek Lacheta    | Socjaldemokracja Polska                      | 1219   |
|                                                      | Elżbieta Postulka | KWW Konfederacja Ruch Obrony Bezrobotnych RP | 649    |
|                                                      | Andrzej Misiołek  | Unia Polityki Realnej                        | 507    |
|                                                      | Leszek Bubel      | Polska Partia Narodowa                       | 167    |
| Frekwencja: 3,63% Źródło: Państwowa Komisja Wyborcza |                   |                                              |        |

### Okręg nr 31

Okręg wyborczy nr 31 na tle Polski

#### Kandydaci
Swoje kandydatury zarejestrowali:
1. Marek Barański (Sojusz Lewicy Demokratycznej),
2. Andrzej Dolniak (Samoobrona Rzeczpospolitej Polskiej),
3. Krzysztof Dziwak (KWW Konfederacja Ruch Obrony Bezrobotnych),
4. Piotr Hałasik (KWW Piotra Hałasika),
5. Janusz Kubicki (Socjaldemokracja Polska),
6. Bożena Kupińska (Partia Ludowo-Demokratyczna),
7. Romuald Pajor (Polska Partia Narodowa),
8. Daniel Podrzycki (Polska Partia Pracy),
9. Wojciech Saługa (Platforma Obywatelska),
10. Antoni Sosnowski (Liga Polskich Rodzin) – radny sejmiku śląskiego,
11. Adam Trefon (Polskie Stronnictwo Ludowe),
12. Henryk Zaguła (Unia Wolności) – były prezydent Dąbrowy Górniczej, były radny sejmiku śląskiego,
13. Piotr Zarzycki (Unia Polityki Realnej).

Piotr Zarzycki kandydował w poprzednich wyborach w tym okręgu (wrzesień 2001).

#### Wyniki
| Kandydat                                             | Kandydat         | Komitet wyborczy                             | Głosów |
| ---------------------------------------------------- | ---------------- | -------------------------------------------- | ------ |
|                                                      | Wojciech Saługa  | Platforma Obywatelska RP                     | 4593   |
|                                                      | Marek Barański   | Sojusz Lewicy Demokratycznej                 | 3632   |
|                                                      | Antoni Sosnowski | Liga Polskich Rodzin                         | 3329   |
|                                                      | Piotr Hałasik    | KWW Piotra Hałasika                          | 2386   |
|                                                      | Janusz Kubicki   | Socjaldemokracja Polska                      | 1436   |
|                                                      | Henryk Zaguła    | Unia Wolności                                | 1289   |
|                                                      | Andrzej Dolniak  | Samoobrona Rzeczpospolitej Polskiej          | 1220   |
|                                                      | Daniel Podrzycki | Polska Partia Pracy                          | 776    |
|                                                      | Piotr Zarzycki   | Unia Polityki Realnej                        | 628    |
|                                                      | Adam Trefon      | Polskie Stronnictwo Ludowe                   | 537    |
|                                                      | Krzysztof Dziwak | KWW Konfederacja Ruch Obrony Bezrobotnych RP | 368    |
|                                                      | Bożena Kupińska  | Partia Ludowo-Demokratyczna                  | 346    |
|                                                      | Romuald Pajor    | Polska Partia Narodowa                       | 164    |
| Frekwencja: 3,50% Źródło: Państwowa Komisja Wyborcza |                  |                                              |        |

## Wybory uzupełniające 21 listopada 2004 (okręg nr 29)

Okręg wyborczy nr 29 na tle Polski

Wybory uzupełniające do Senatu Rzeczypospolitej Polskiej w okręgu nr 29, które odbyły się 21 listopada 2004, zostały zarządzone postanowieniem Prezydenta RP Aleksandra Kwaśniewskiego z 13 września 2004 z powodu śmierci Adama Graczyńskiego. Przeprowadziła je Okręgowa Komisja Wyborcza w Rybniku.
Mandat senatorski uzyskał Klemens Ścierski.

### Kalendarz wyborczy
- do 2 października 2004 – zawiadomienie Państwowej Komisji Wyborczej: przez organ partii politycznej o zamiarze zgłoszenia kandydata na senatora; przez pełnomocnika wyborczego o utworzeniu koalicyjnego komitetu wyborczego lub o utworzeniu komitetu wyborczego wyborców,
- do 12 października 2004 do godz. 24:00 – zgłaszanie kandydatów na senatora w celu zarejestrowania,
- 19 listopada 2004 o godz. 24:00 – zakończenie kampanii wyborczej,
- 21 listopada 2004, godz. 6:00–20:00 – głosowanie[22].

### Kandydaci
Swoje kandydatury zarejestrowali:
1. Wacław Czerkawski (KWW „Lewica Razem”),
2. Stanisław Kijewski (KWW „Bezpartyjny Ruch Społeczny”),
3. Krzysztof Kluczniok (KWW „Jedność Górnośląska”),
4. Roman Kurzbauer (Socjaldemokracja Polska) – były poseł,
5. Kazimierz Mikołajec (Prawo i Sprawiedliwość),
6. Maria Pańczyk-Pozdziej (Platforma Obywatelska) – radna sejmiku śląskiego,
7. Paweł Porwoł (Liga Polskich Rodzin),
8. Czesław Sobierajski (KWW Czesława Sobierajskiego – „Chadecja Śląska”) – były poseł, były radny sejmiku śląskiego,
9. Klemens Ścierski (Unia Wolności) – były poseł, były minister przemysłu i handlu.

Krzysztof Kluczniok kandydował w poprzednich wyborach w tym okręgu (wrzesień 2001).

### Wyniki
| Kandydat                                             | Kandydat               | Komitet wyborczy                                | Głosów |
| ---------------------------------------------------- | ---------------------- | ----------------------------------------------- | ------ |
|                                                      | Klemens Ścierski       | Unia Wolności                                   | 6178   |
|                                                      | Maria Pańczyk-Pozdziej | Platforma Obywatelska RP                        | 2787   |
|                                                      | Paweł Porwoł           | Liga Polskich Rodzin                            | 2070   |
|                                                      | Kazimierz Mikołajec    | Prawo i Sprawiedliwość                          | 1960   |
|                                                      | Krzysztof Kluczniok    | KWW „Jedność Górnośląska”                       | 1439   |
|                                                      | Wacław Czerkawski      | KWW „Lewica Razem”                              | 1167   |
|                                                      | Czesław Sobierajski    | KWW Czesława Sobierajskiego – „Chadecja Śląska” | 797    |
|                                                      | Roman Kurzbauer        | Socjaldemokracja Polska                         | 742    |
|                                                      | Stanisław Kijewski     | KWW „Bezpartyjny Ruch Społeczny”                | 363    |
| Frekwencja: 3,06% Źródło: Państwowa Komisja Wyborcza |                        |                                                 |        |

## Wybory uzupełniające 16 stycznia 2005 (okręg nr 36)

Okręg wyborczy nr 36 na tle Polski

Wybory uzupełniające do Senatu Rzeczypospolitej Polskiej w okręgu nr 36, które odbyły się 16 stycznia 2005, zostały zarządzone postanowieniem Prezydenta RP Aleksandra Kwaśniewskiego z 24 listopada 2004 z powodu wyboru Ryszarda Sławińskiego na członka Krajowej Rady Radiofonii i Telewizji. Przeprowadziła je Okręgowa Komisja Wyborcza w Koninie.
Mandat senatorski uzyskała Elżbieta Streker-Dembińska.

### Kalendarz wyborczy
- do 27 listopada 2004 – zawiadomienie Państwowej Komisji Wyborczej: przez organ partii politycznej o zamiarze zgłoszenia kandydata na senatora; przez pełnomocnika wyborczego o utworzeniu koalicyjnego komitetu wyborczego lub o utworzeniu komitetu wyborczego wyborców,
- do 7 grudnia 2004 do godz. 24:00 – zgłaszanie kandydatów na senatora w celu zarejestrowania,
- 14 stycznia 2005 o godz. 24:00 – zakończenie kampanii wyborczej,
- 16 stycznia 2005, godz. 6:00–20:00 – głosowanie[24].

### Kandydaci
Swoje kandydatury zarejestrowali:
1. Bożena Antczak-Połatyńska (Polskie Stronnictwo Ludowe),
2. Piotr Florek (Platforma Obywatelska) – były radny sejmiku wielkopolskiego,
3. Wiesława Kowalska (KWW „Samorządność”),
4. Elżbieta Streker-Dembińska (Sojusz Lewicy Demokratycznej),
5. Izabela Wilk (Unia Wolności),
6. Jerzy Wojtaszek (Liga Polskich Rodzin),
7. Ewa Zaleska (Suwerenność-Praca-Sprawiedliwość),
8. Jan Zastawny (Samoobrona Rzeczpospolitej Polskiej).

### Wyniki
| Kandydat                                             | Kandydat                   | Komitet wyborczy                    | Głosów |
| ---------------------------------------------------- | -------------------------- | ----------------------------------- | ------ |
|                                                      | Elżbieta Streker-Dembińska | Sojusz Lewicy Demokratycznej        | 3909   |
|                                                      | Jerzy Wojtaszek            | Liga Polskich Rodzin                | 3207   |
|                                                      | Piotr Florek               | Platforma Obywatelska RP            | 3026   |
|                                                      | Bożena Antczak-Połatyńska  | Polskie Stronnictwo Ludowe          | 2344   |
|                                                      | Jan Zastawny               | Samoobrona Rzeczpospolitej Polskiej | 1947   |
|                                                      | Wiesława Kowalska          | KWW „Samorządność”                  | 1704   |
|                                                      | Ewa Zaleska                | Suwerenność-Praca-Sprawiedliwość    | 1283   |
|                                                      | Izabela Wilk               | Unia Wolności                       | 1019   |
| Frekwencja: 3,18% Źródło: Państwowa Komisja Wyborcza |                            |                                     |        |